# Городская гимназия Китакюсю
Городская гимназия Китакюсю (Общая гимназия города Китакюсю) (яп. 西日本総合展示場, англ. Kitakyushu City General Gymnasium) — это спортивный и культурный центр в районе Яхатахигаси-ку, города Китакюсю в префектуре Фукуока.

## Обзор
Гимназия была построена в 1973 году и открыта 12 января 1974 года. Здание было спроектировано архитектурно — дизайнерским бюро Ямасита Дизайн. Внешний вид имеет форму двенадцатиугольника.
Спортивный объект рассчитан на 10 000 сидячих мест. Расположен в Центральном парке Фукуока.

## Арена
В городской гимназии Китакюсю проводят свои некоторые домашние матчи волейбольная команда Сакаи Блейзерс и баскетбольная команда Райсинг Зефир Фукуока, играющая в женской баскетбольной лиге.
Так же здесь проходят соревнования по настольному теннису и бадминтону.

## Спортивные мероприятия
- Международный турнир по баскетболу на колясках на кубок чемпионов Китакюсю.
- Чемпионат мира по спортивной гимнастике 2021